# Siula Grande
Siula Grande – szczyt, o wysokości 6344 m n.p.m., w Cordillera Huayhuash, w Andach peruwiańskich.

## Historia prowadzenia nowych dróg na szczyt
- 28 lipca 1936 – północna grań – ekipa niemiecka w składzie: Arnold Awerzger, Erwin Schneider.
- 1985 – zachodnia ściana – Joe Simpson i Simon Yates
- 1999 – zachodnia ściana – Carlos Buhler (droga poprowadzona przez ekipę Buhlera w sporej części powtarza drogę Yates/Simpson i dla upamiętnienia wyczynu Simpsona została nazwana przez Buhlera Avoiding The Touch (Unikając dotyku)
- 2001 – zachodnia ściana – Noches de Juerga
- 2002 – północno-wschodnia ściana – Marjan Kovac i Pavle Kozjek

## Książka i film
Rozsławiony dzięki książce Joe Simpsona Touching the Void oraz jej ekranizacji (książka została wydana pod tytułem Dotknięcie pustki, natomiast film – Czekając na Joe), opisującej zdobycie, a następnie dramatyczne zejście ze szczytu. Oryginalny tytuł filmu był taki sam jak książkowy. Czekając na Joe to tytuł pod jakim film był pokazywany w Polsce.